# Második Merkel-kormány
A második Merkel-kormány volt Németország kormánya a Bundestag, a német szövetségi parlament 17. ülésszaka idején. A 2009-es szövetségi választásokat követően alakult, és 2013. december 17-én fejezte be hivatalát. Előtte az első Merkel-kormány volt hatalmon. Mindkét kormány feje Angela Merkel volt, Németország első női kancellárja.
A második Merkel kormány a kancellár pártja, a Kereszténydemokrata Unió (CDU), a vele szövetséges Bajor Keresztényszociális Unió, (CSU) és a hozzájuk gyakran társuló Német Szabaddemokrata Párt (FDP) koalíciója volt.
A 2013. szeptember 22-ei választásokat követő két hónapban ügyvezető kormányként működött. Ezen a választáson az FDP kiesett a Bundestagból, tehát nem jöhetett újra szóba koalíciós partnerként a választásokon győztes CDU/CSU szövetség számára. Merkelék ezért a második helyen végzett Szociáldemokrata Párttal (SPD) folytattak kormányalakítási tárgyalásokat. Ezek sikerét követően a harmadik Merkel-kormány nagykoalíció lett.

## Összetétele
A második Merkel-kormánynak a következők voltak a tagjai:
| Hivatala                                                                    | Képe | Neve                               | Pártja | Hivatali periódusa                       |
| --------------------------------------------------------------------------- | ---- | ---------------------------------- | ------ | ---------------------------------------- |
| Kancellár                                                                   |      | Angela Merkel                      | CDU    | 2005. november 22. – 2021. december 8.   |
| Kancellárhelyettes                                                          |      | Guido Westerwelle                  | FDP    | 2009. október 28. – 2011. május 18.      |
| Kancellárhelyettes                                                          |      | Philipp Rösler                     | FDP    | 2011. május 18. – 2013. december 17.     |
| Szövetségi külügyminiszter                                                  |      | Guido Westerwelle                  | FDP    | 2009. október 28. – 2013. december 17.   |
| Szövetségi belügyminiszter                                                  |      | Thomas de Maizière                 | CDU    | 2009. október 28. – 2011. március 3.     |
| Szövetségi belügyminiszter                                                  |      | Hans-Peter Friedrich               | CSU    | 2011. március 3. – 2013. december 17.    |
| Szövetségi igazságügyminiszter                                              |      | Sabine Leutheusser-Schnarrenberger | FDP    | 2009. október 28. – 2013. december 17.   |
| Szövetségi pénzügyminiszter                                                 |      | Wolfgang Schäuble                  | CDU    | 2009. október 28. – 2017. október 24.    |
| Szövetségi gazdasági és technológiai miniszter                              |      | Rainer Brüderle                    | FDP    | 2009. október 28. – 2011. május 12.      |
| Szövetségi gazdasági és technológiai miniszter                              |      | Philipp Rösler                     | FDP    | 2011. május 12. – 2013. december 17.     |
| Szövetségi munka- és szociális ügyi miniszter                               |      | Franz Josef Jung                   | CDU    | 2009. október 28. – 2009. november 27.   |
| Szövetségi munka- és szociális ügyi miniszter                               |      | Ursula von der Leyen               | CDU    | 2009. november 27. – 2013. december 17.  |
| Szövetségi élelemügyi, földművelési és fogyasztóvédelmi miniszter           |      | Ilse Aigner                        | CSU    | 2008. október 31. – 2013. szeptember 30. |
| Szövetségi honvédelmi miniszter                                             |      | Karl-Theodor zu Guttenberg         | CSU    | 2009. október 28. – 2011. március 3.     |
| Szövetségi honvédelmi miniszter                                             |      | Thomas de Maizière                 | CDU    | 2011. március 3. – 2013. december 17.    |
| Szövetségi család-, idős-, nőügyi és ifjúsági miniszter                     |      | Ursula von der Leyen               | CDU    | 2005. november 22. – 2009. november 30.  |
| Szövetségi család-, idős-, nőügyi és ifjúsági miniszter                     |      | Kristina Schröder                  | CDU    | 2009. november 30. – 2013. december 17.  |
| Szövetségi egészségügyi miniszter                                           |      | Philipp Rösler                     | FDP    | 2009. október 28. – 2011. május 12.      |
| Szövetségi egészségügyi miniszter                                           |      | Daniel Bahr                        | FDP    | 2011. május 12. – 2013. december 17.     |
| Szövetségi közlekedési, építési és városügyi miniszter                      |      | Peter Ramsauer                     | CSU    | 2009. október 28. – 2013. december 17.   |
| Szövetségi környezetvédelmi, természetmegőrzési és atombiztonsági miniszter |      | Norbert Röttgen                    | CDU    | 2009. október 28. – 2012. május 22.      |
| Szövetségi környezetvédelmi, természetmegőrzési és atombiztonsági miniszter |      | Peter Altmaier                     | CDU    | 2012. május 22. – 2013. december 17.     |
| Szövetségi oktatási és kutatási miniszter                                   |      | Annette Schavan                    | CDU    | 2005. november 22. – 2013. február 14.   |
| Szövetségi oktatási és kutatási miniszter                                   |      | Johanna Wanka                      | CDU    | 2013. február 14. – 2018. március 14.    |
| Szövetségi gazdasági együttműködési és fejlesztési miniszter                |      | Dirk Niebel                        | FDP    | 2009. október 28. – 2013. december 17.   |
| Szövetségi különleges ügyek minisztere, Kancelláriavezető                   |      | Ronald Pofalla                     | CDU    | 2009. október 28. – 2013. december 17.   |

## Fordítás
Ez a szócikk részben vagy egészben  a   Second Merkel cabinet című angol Wikipédia-szócikk ezen változatának fordításán alapul.  Az eredeti cikk szerkesztőit annak laptörténete sorolja fel. Ez a jelzés csupán a megfogalmazás eredetét és a szerzői jogokat jelzi, nem szolgál a cikkben szereplő információk forrásmegjelöléseként.